# Anisozyga plena
Anisozyga plena là một loài bướm đêm trong họ Geometridae.